# Julian Gilbey
Julian Gilbey (* 1. Mai 1979 in England) ist ein britischer Filmregisseur, Drehbuchautor, Filmeditor, Kameramann und Schauspieler.

## Leben

### Karriere
2002 schrieb Gilbey das Drehbuch für seinen Action-Thriller Reckoning Day, wo er auch Regie führte und den Filmschnitt vornahm. In dem Film spielt neben Julian auch sein Bruder Will mit. Vier Jahre später schrieb er mit seinem Bruder den nächsten Thriller. Bei Rollin’ with the Nines führte er ebenfalls wieder Regie und agierte wieder als Editor. 2007 kam es zu dem Action-Krimi Footsoldier. Hier führte Julian Gilbey Regie und war als Editor tätig. Und wie gewohnt schrieb er mit Will das Drehbuch für den Film. Zuletzt drehten die beiden Brüder den Thriller A Lonely Place to Die – Todesfalle Highlands.
Des Weiteren war Gilbey als Editor bei den Filmen Rise of the Footsoldier Featurette, Boogie Woogie und Doghouse tätig.

### Privates
Gilbeys Urgroßvater Nigel Bruce war ebenfalls ein Schauspieler. Er hat einen jüngeren Bruder namens Will, der wie er ein Filmregisseur, Drehbuchautor, Editor, Kameramann und Schauspieler ist. Die beiden drehten schon mehrere Filme zusammen wie A Lonely Place to Die – Todesfalle Highlands, Rollin’ with the Nines und Rise of the Footsoldier.

## Filmografie (Auswahl)

### Filme als Regisseur und Drehbuchautor
- 2002: Reckoning Day
- 2006: Rollin’ with the Nines
- 2007: Footsoldier (Rise of the Footsoldier)
- 2011: A Lonely Place to Die – Todesfalle Highlands (A Lonely Place to Die)

### Filme als Editor
- 2002: Reckoning Day
- 2006: Rollin’ with the Nines
- 2007: Rise of the Footsoldier Featurette
- 2007: Footsoldier (Rise of the Footsoldier)
- 2009: Boogie Woogie
- 2009: Doghouse
- 2011: A Lonely Place to Die – Todesfalle Highlands (A Lonely Place to Die)
- 2017: Rise of the Footsoldier III – Die Pat Tate Story

### Filme als Darsteller und Kameramann
- 2002: Reckoning Day

## Auszeichnungen
- 2005 Raindance Film Festival: Best UK Feature (Rollin’ with The Nines)
- 2007 British Academy Film Award: nominiert für Rollin’ with The Nines
- 2011 Chicago International Film Festival: Silver Hugo (A Lonely Place to Die – Todesfalle Highlands)
- 2011 Toronto After Dark Film Festival: Special Award für den besten Action-Film (A Lonely Place to Die – Todesfalle Highlands)
- 2011 Toronto After Dark Film Festival: Special Award in der Kategorie der spannendste Film (A Lonely Place to Die – Todesfalle Highlands)
- 2011 ActionFest: Beste Regie (A Lonely Place to Die – Todesfalle Highlands)
- 2011 ActionFest: Bester Film (A Lonely Place to Die – Todesfalle Highlands)